# Red Rock West
Red Rock West är en amerikansk kriminalfilm från 1993 i regi av John Dahl.

## Handling
Arbetslöse Michael kommer till småstaden Red Rock West för att hitta jobb. Där misstas han som yrkesmördare av barägaren/sheriffen Wayne som vill bli av med sin unga hustru. När sedan den rätte mördaren dyker upp tätnar intrigen.

## Rollista i urval
- Nicolas Cage - Michael Williams
- Dennis Hopper - Lyle
- Lara Flynn Boyle - Suzanne Brown
- J.T. Walsh - Wayne Brown
- Timothy Carhart - vicesheriff Greytack
- Dan Shor - vicesheriff Bowman
- Dwight Yoakam - lastbilschauffören